# Weston (Wirginia Zachodnia)
Weston – miasto w Stanach Zjednoczonych, w stanie Wirginia Zachodnia, siedziba administracyjna hrabstwa Lewis.